# Reed City
Reed City est une ville située dans l’État américain du Michigan. Elle est le siège du comté d'Osceola. Selon le recensement de 2000, sa population est de 2 430 habitants.